# Nécropole nationale de Crouy
La nécropole nationale de Crouy est un cimetière militaire de la Première Guerre mondiale situé sur le territoire de la commune de Crouy dans le département de l'Aisne.

## Historique
La nécropole nationale de Crouy a été créée en 1917 lors de la bataille du Chemin des Dames.

## Caractéristiques
La nécropole de Crouy, d'une superficie de 0,6 ha, contient 2 941 corps de soldats français et 50 corps de soldats britanniques tombés en septembre et en octobre 1914 et inhumés précédemment à Bucy-le-Long et de Missy-sur-Aisne et ré-inhumés à Crouy après le 11 novembre 1918 ; parmi eux, 20 ne sont pas identifiés. 1 476 Français reposent dans deux ossuaires et 1 465 dans des tombes individuelles.
Un soldat français et deux polonais, tués au cours de la Seconde Guerre mondiale, ont été inhumés dans ce cimetière.

### Galerie

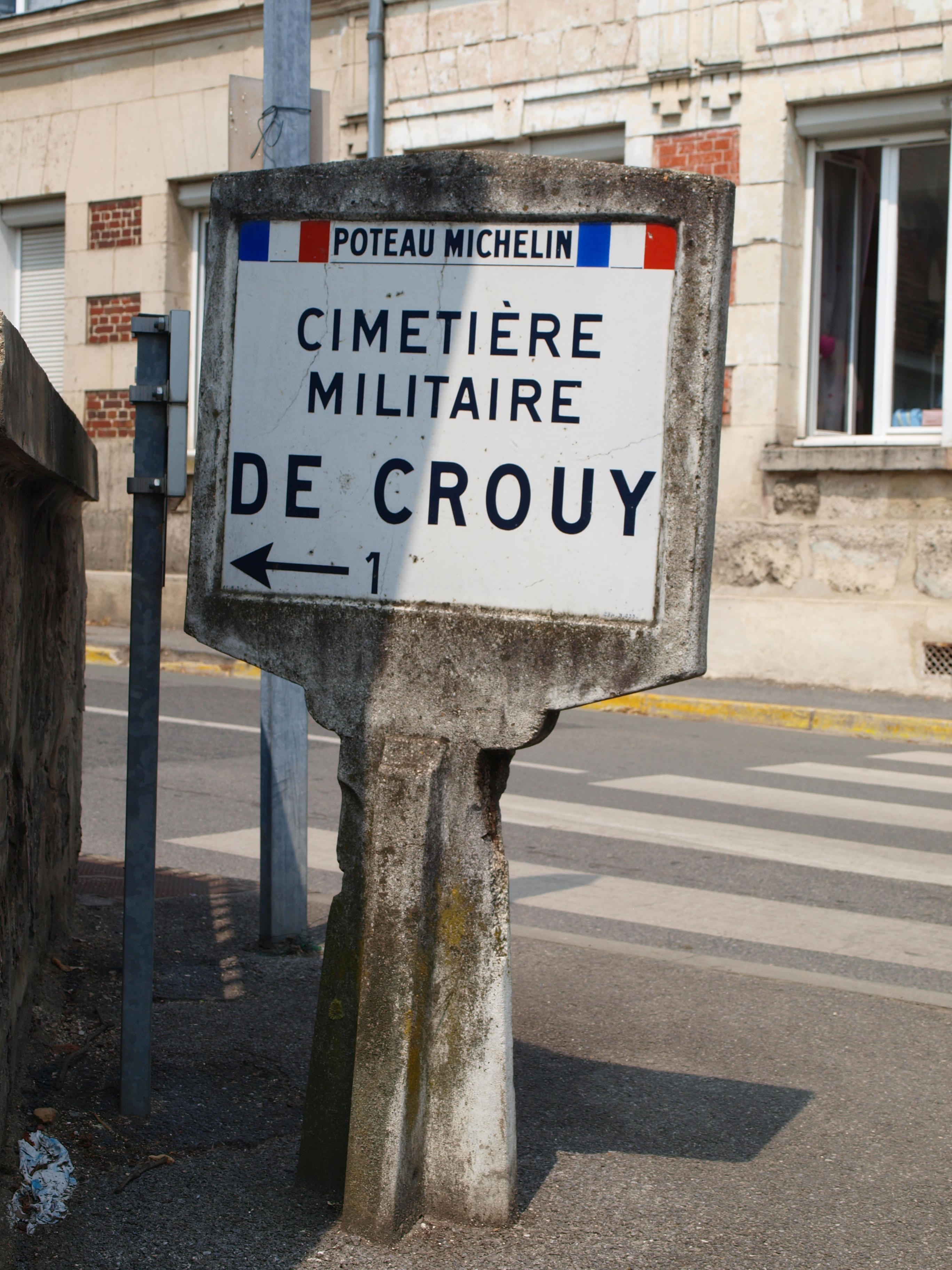
Poteau de signalisation Michelin.
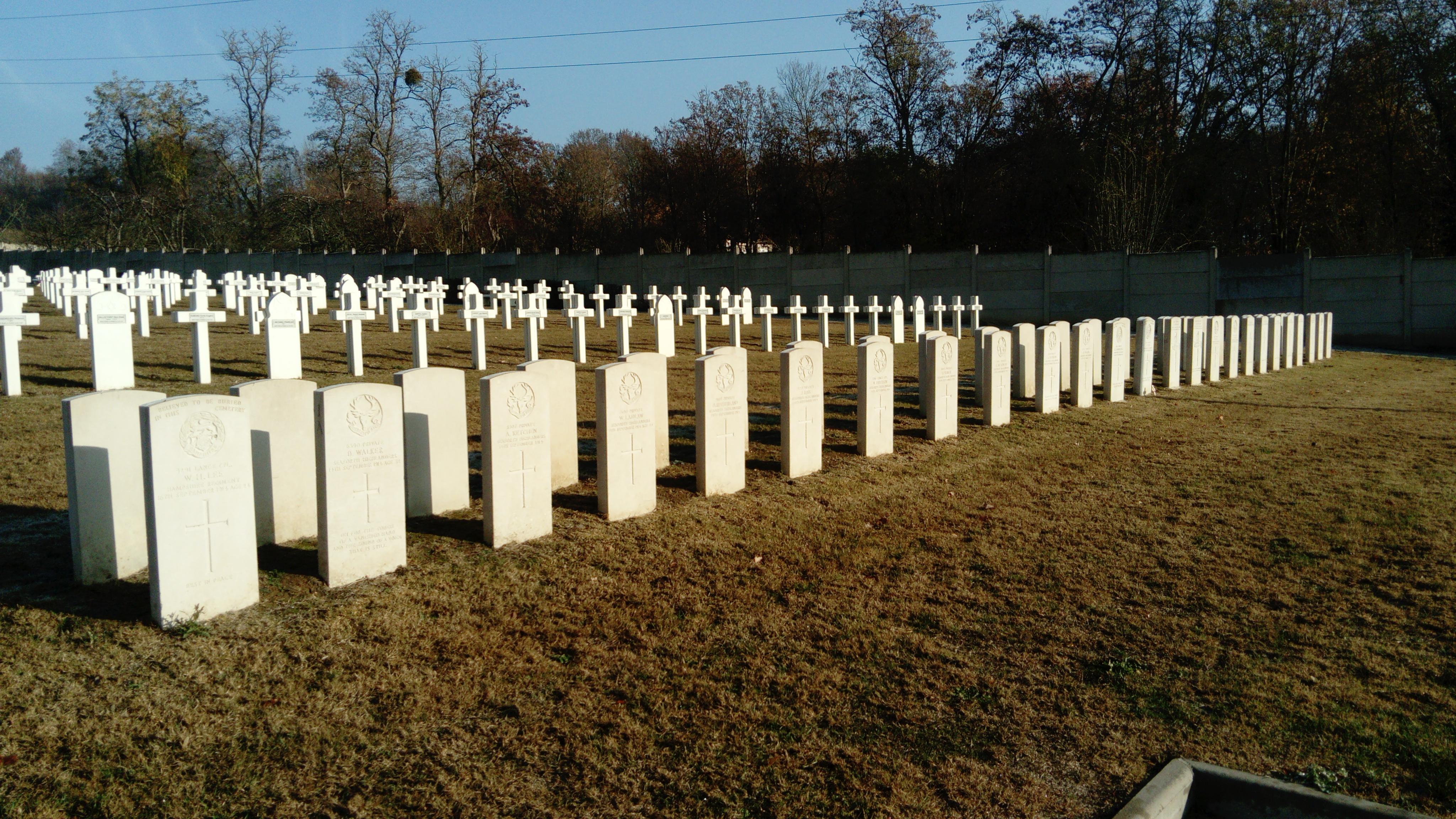
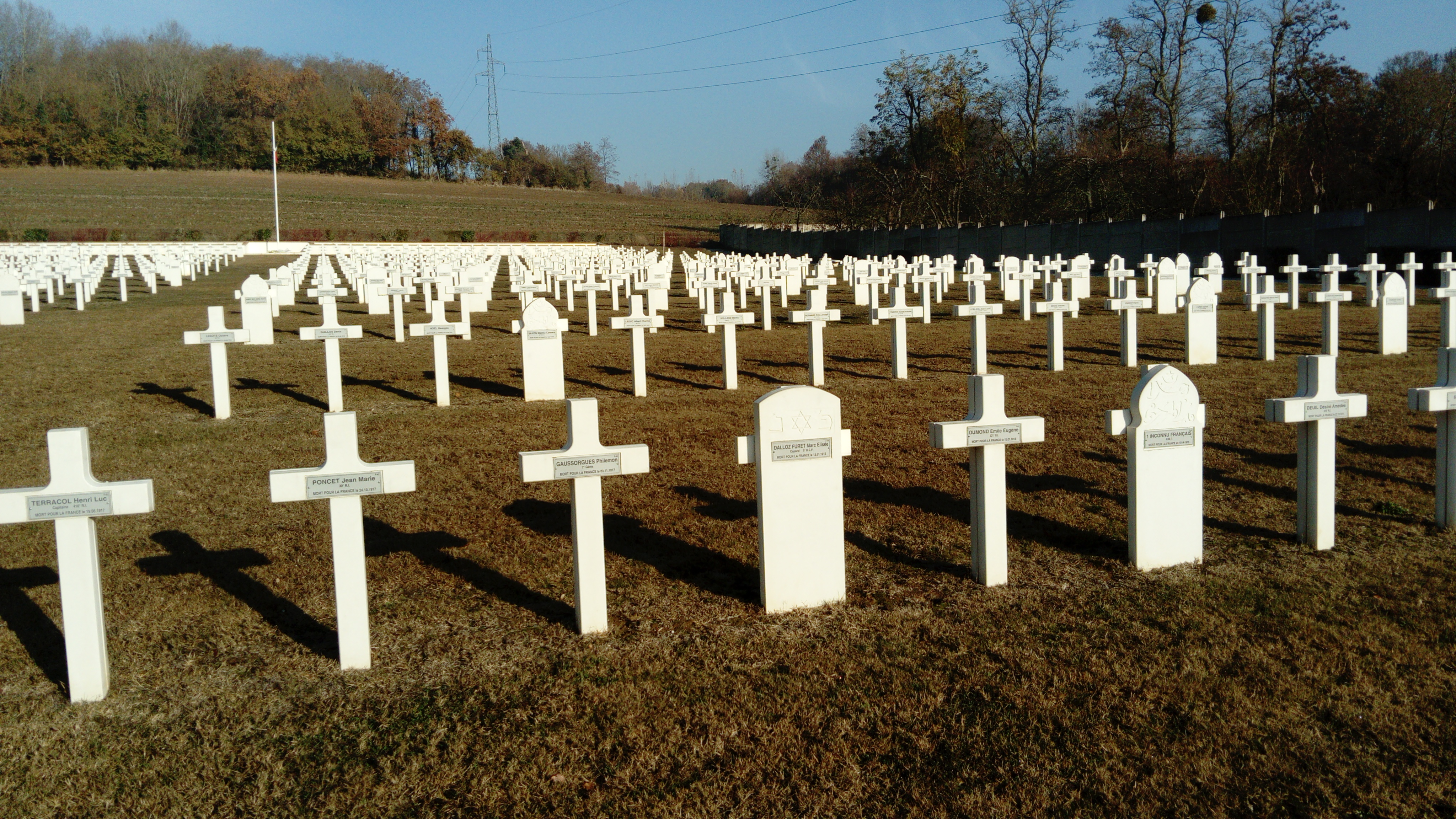
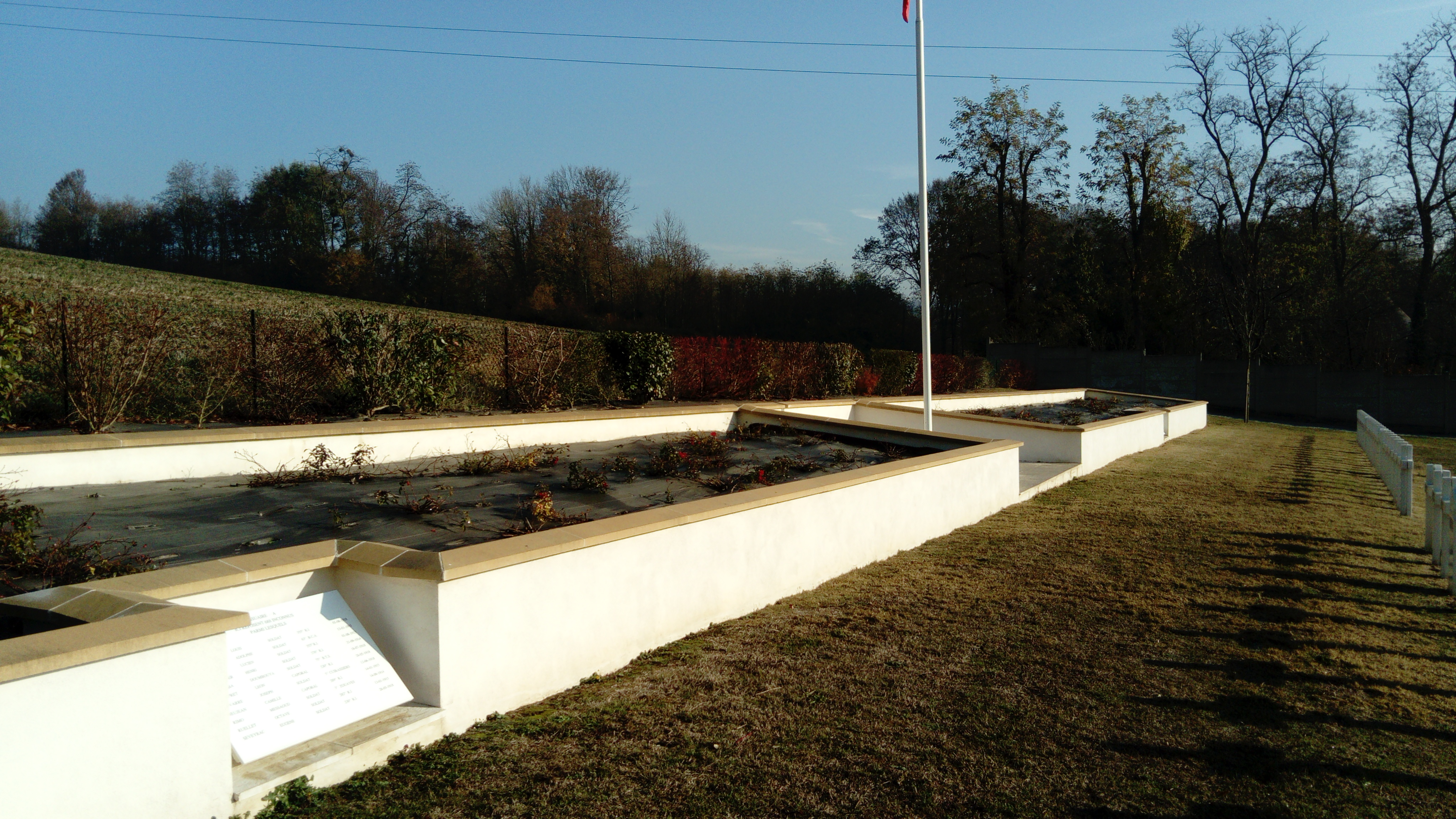
Fosse commune.
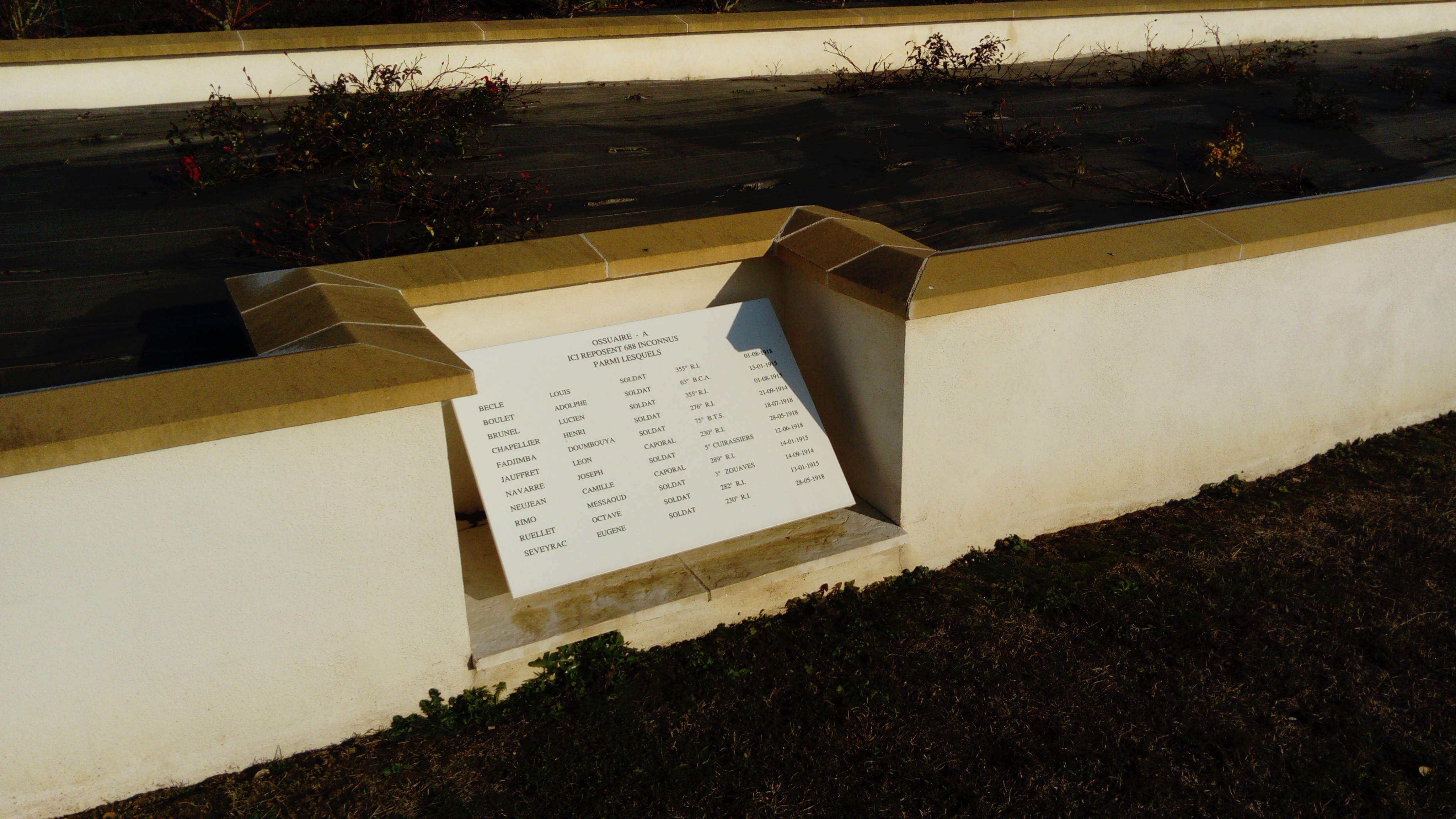
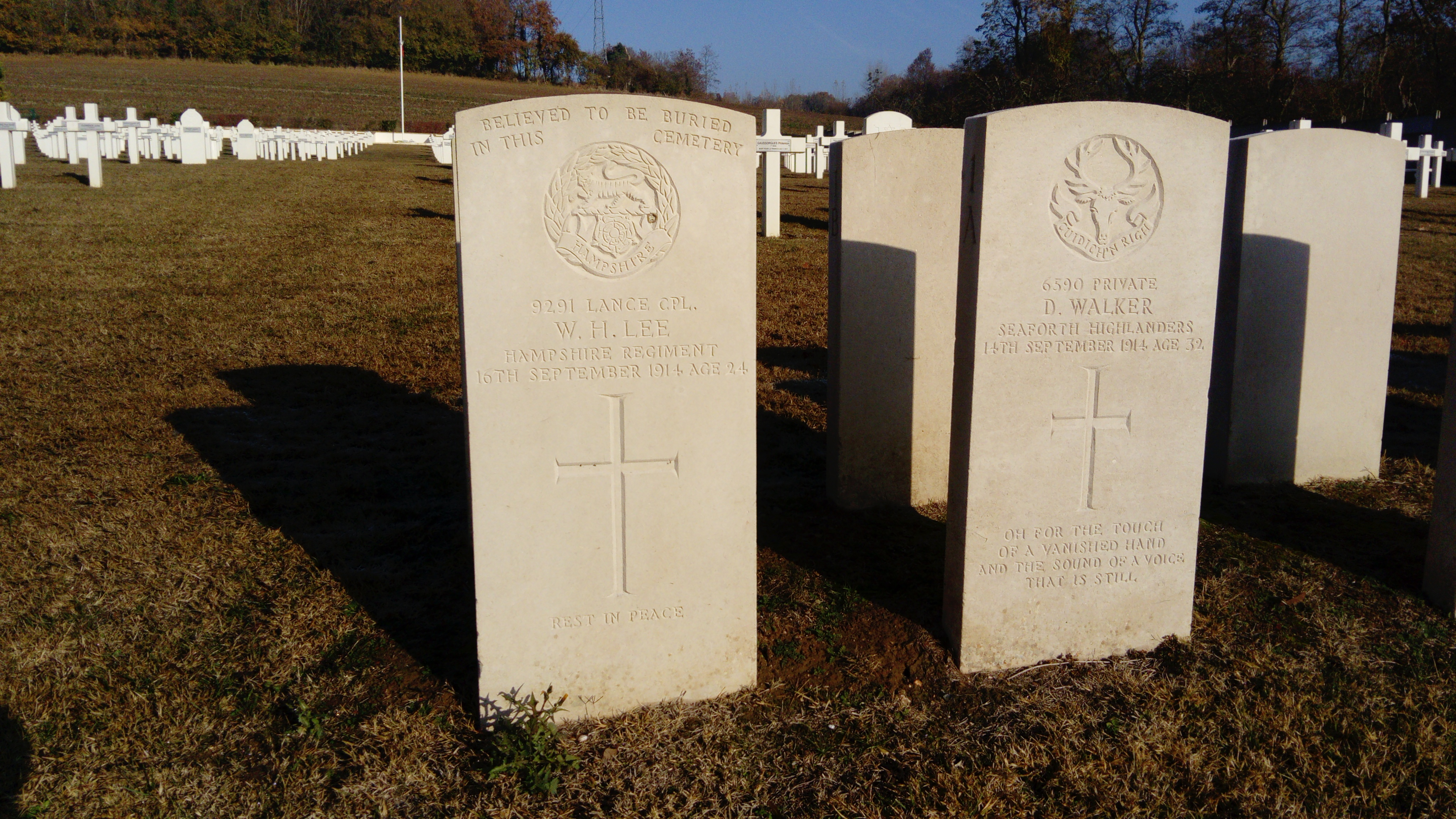